# خدمة الأمريكيين اليابانيين في الحرب العالمية الثانية
خلال السنوات المبكرة من الحرب العالمية الثانية، أُجبر الأمريكيين ذوي الأصل الياباني على الانتقال من مساكنهم في الساحل الغربي لان القادة العسكريين والرأي العام اجتمعوا على تشجيع مخاوف الأعمال التخريبية غير المؤكدة. وعند تقدم الحرب، تطوع العديد من فتية نيسي، وهم أولاد المهاجرين اليابانيين الذين وُلدو بجنسية أمريكية، أو جُندوا للخدمة في الجيش الأمريكي. خدم الأمريكيون اليابانيون في جميع فروع القوات المسلحة الأمريكية، بما في ذلك البحرية التجارية الأمريكية. قُدر عدد الأمريكيين اليابانيين الذين خدموا في جيش الولايات المتحدة خلال الحرب العالمية الثانية بنحو 33,000، وانضم 20,000 منهم إلى الجيش.  قُتل ما يقارب 800 جندي في القتال.
أصبح فوج المشاة 100/442 أكثر وحدة مكرمة في تاريخ الجيش الأمريكي. حرر فوج المدفعية الميداني 522 معسكر الاعتقال داخاو سيئ السمعة.  وشملت الوحدات اليابانية الأمريكية الأخرى أيضًا فوج المشاة المئة، ومتطوعو فارستي فيكتوري، وجهاز المخابرات العسكرية.

## الجنود في الجيش الأمريكي
جُند في الجيش معظم الأميركيين اليابانيين الذين خدموا في القوات المسلحة الأمريكية خلال الحرب العالمية الثانية.

### فوج المشاة 100
انخرط فوج المشاة 100 في عمل مكثف خلال الحرب وشارك في حملات متعددة.  تتكون الفرقة 100 من نيسي الذين كانوا في الأصل أعضاء في الحرس الوطني في هاواي. أُرسل الفوج إلى البر الرئيسي باعتباره فوج مشاة هاواي الاحتياطي في 5 يونيو 1942، تمركز 1432 عضوًا أصليًا من الفرقة 100 في البداية في معسكر مكوي ثم في معسكر شيلبي للتدريب القتالي. إن سجلهم العسكري المثالي والأنشطة القومية لمتطوعي فارستي فيكتوري، مهد الطريق لإنشاء فريق الفوج القتالي 442 في يناير 1943. شُحن الفوج في أغسطس 1943، وهبط في شمال إفريقيا قبل القتال في إيطاليا، وشارك في النهاية في تحرير روما.

### فريق الفوج القتالي 442
في هذه الأثناء، عُكس قرار سابق بخفض رتبة جنود نيسي إلى رتبة 4 سي (أجانب أو مزدوجي الجنسية) وأصدر الجيش في يناير 1943 نداء للمتطوعين اليابانيين الأمريكيين. أتى معظم المجندين الأوائل من هاواي، حيث تردد أولئك الموجودون في البر الرئيسي في التطوع أثناء بقائهم هم وعائلاتهم في المخيم. قُبل 2,686 من سكان هاواي (من بين 10000 متطوع) ونحو 1000 من سكان البر الرئيسي وأُرسلوا إلى معسكر شيلبي. خدم فوج الجيش الأمريكي في أوروبا خلال الحرب العالمية الثانية.  أُبعد الأمريكيين اليابانيين الذين كانوا يتدربون بالفعل في بداية الحرب من الخدمة الفعلية بعد فترة وجيزة من الهجوم على بيرل هاربر، وتوقف الجيش عن قبول مجندين جدد من نيسي في أوائل عام 1942. ومع ذلك، سرعان ما بدأ قادة المجتمع في هاواي بالإضافة إلى القادة اليابانيين الأمريكيين مثل مايك ماساوكا جنبًا إلى جنب مع مسؤولي وزارة الحرب مثل جون جاي ماكلوي في الضغط على إدارة روزفلت للسماح لنيسي بالخدمة في القتال. انعقد مجلس عسكري في يونيو 1942 لمعالجة هذه القضية، لكن تقريرهم النهائي عارض تشكيل وحدة نيسي، مشيرًا إلى «انعدام الثقة العالمي بالمحتجزين [الأمريكيين اليابانيين]». على الرغم من المقاومة من قادة الجيش وسلطة نقل الحرب، انحاز الرئيس في النهاية إلى وزارة الحرب، وفي 1 فبراير 1943، أعلن روزفلت عن إنشاء وحدة منفصلة مكونة من جنود نيسي ويقودها ضباط من ذوي البشرة البيضاء.

### فوج المدفعية الميداني 522
نُظم فوج المدفعية الميدانية نيسي 522 كجزء من فريق الفوج القتالي 442. ولكن مع نهاية الحرب، أصبح الفوج 522 فوج متنقل، وتحول إلى أي قيادة تحتاجه الوحدة بشدة. تميز الفوج 522 بتحرير الناجين من نظام تجميع معسكر اعتقال داخاو من النازيين في 29 أبريل 1945. واجهت فرقة استكشاف نيسي غرب ميونيخ بالقرب من بلدة لاغير ليشفيلد البافارية بعض الثكنات العسكرية المحوطة بالأسلاك الشائكة. وصفها تقني من الفرقة الرابع، وهو إيشيرو إمامورا في مذكراته:
«شاهدت أحد المستكشفين يستخدم بندقية قصيرة لإطلاق النار على السلسلة التي أبقت بوابات السجن مغلقة... لم يكونوا في الداخل مقتولين، كما كان يعتقد في البداية. عندما فُتحت البوابات، ألقينا أول نظرة على السجناء، وكان الكثير منهم من اليهود، وكانوا يرتدون بدلات السجن المخططة وقبعات مستديرة، كان الجو باردًا وكان الثلج على عمق قدمين في بعض الأماكن، لم يكن هناك حراس ألمان، وكان السجناء يكافحون من أجل الوقوف على أقدامهم .... وجروا أقدامهم بشكل ضعيف خارج المجمع. كانوا مثل الهياكل العظمية – لم يكن عليهم سوى الجلد والعظم....».
أوضح مؤرخو الهولوكوست (محرقة اليهود) أن فوج نيسي 522 حرر نحو 3000 سجين في كاوفارلينغ  الرابع في هورلآخ.  كان هورلآخ واحدًا من 169 معسكرًا تابعًا لعمل العبيد في داخاو. كان داخاو، مثل معسكر أوشفيتز بيركينو، وبوخنفالد وماوتهاوزن ورافنسبروك، وكان محاطًا بمئات من المعسكرات الفرعية.  بعد ثلاثة أيام فقط، عُثر على الناجين من مسير الموت جنوبًا من داخاو باتجاه الحدود النمساوية من قبل أفراد قوات الفوج 522 غرب قرية فأكيرشن، واعتُني بهم إلى أن تولى الطاقم الطبي المتخصص زمام الأمور.
كتب بيير مولان في كتابه الأخير «داخاو والهولوكوست والساموراي الأمريكي» أن أول نيسي وصل إلى بوابة داخاو لم يكن في الواقع في 29 أبريل، وهو تاريخ تحرير المعسكر، بل في 28 أبريل 1945. وصلت سيارتان جيب للمراقبين الأماميين مع قائد فوج المدفعية الميداني 522 تشارلز فيبلمان، وكيلي ناكامورا (السائق)، وجورج أويد، وكينزو أوكوبو، ومايك هارا، أولًا إلى بوابات داخاو ولكن طُلب منهم انتظار الدعم لأن القوات الخاصة كانت لا تزال في الأبراج. (تشارلز بي فيبلمان).

### الجنود في القوات الجوية للجيش
كان يُمنع الأمريكيون اليابانيون عمومًا من خوض دورهم القتالي في مسرح المحيط الهادئ. على الرغم من عدم وضع مثل هذه القيود على الأمريكيين من أصل ألماني أو إيطالي الذين قاتلوا ضد قوى المحور. حتى هذه اللحظة، تمكنت حكومة الولايات المتحدة من العثور فقط على سجلات لخمسة أمريكيين يابانيين كانوا أعضاء في القوات الجوية للجيش خلال الحرب العالمية الثانية، أحدهم كينجي أوغاتا. كان هناك على الأقل نيسي واحد من القوات الجوية لجيش الولايات المتحدة وهو الرقيب الفني بين كوروكي، الذي شارك في البداية في 35 مهمة باعتباره ضابط مدفعية ظهري فوق أوروبا، تلاها بعد ذلك 28 مهمة قصف فوق البر الرئيسي لليابان ومواقع أخرى في مسرح المحيط الهادئ.
حلق جندي نيسي، هربرت سيجين جينوزا بمهمات قتالية فوق أوروبا باعتباره مدفعي خلفي وسط في مجموعة القنابل 483. أمضى 3 أشهر كأسير حرب ألماني بعد أن سقطت طائرته B17 في مهمة تفجير بالقرب من فيينا، النمسا.